# Fejervarya frithii
Fejervarya frithii es una especie  de anfibios de la familia Ranidae.

## Distribución geográfica
Se encuentra en la Bangladés.